# گیلرمو ماریانتو
گیلرمه آلویم ماریانتو (به پرتغالی: Guilherme Alvim Marinato) دروازه‌بان اهل برزیل است که در شهر Cataguases و در تاریخ ۱۲ دسامبر ۱۹۸۵ به دنیا آمده‌است.
گیلرمو ماریانتو در تیم‌های فوتبال اتلتیکو پارانائنزه سابقهٔ حضور دارد.